# 대한민국의 공립 대학 목록
다음은 대한민국의 공립 대학 목록이다.
대한민국의 공립 대학은 각 지방자치단체가 설립하며, 각 조례에 설치·감독 근거가 있다. 현재 서울특별시, 강원특별자치도, 충청남도, 전라남도, 경상북도, 경상남도 6개 지역이 설치하고 있으며, 과거 인천광역시가 운영한 바 있으나 국립대학법인 형태로 전환되었다.

## 대학
- 서울시립대학교[1][2]

## 전문대학
- 강원도립대학교[3]
- 경남도립거창대학[4]
- 경남도립남해대학[4]
- 전남도립대학교[5]
- 충남도립대학교[6]
- 충북도립대학교[7]

## 과거의 공립 대학
| 이름             | 변경           | 위치                | 비고                         |
| ---------------- | -------------- | ------------------- | ---------------------------- |
| 안동간호전문대학 | 안동과학대학교 | 경상북도 안동시     | 1983년 사립 대학으로 전환    |
| 인천대학교       | 인천대학교     | 인천광역시 연수구   | 2013년 국립대학법인으로 전환 |
| 인천전문대학     | 인천대학교     | 인천광역시 미추홀구 | 2010년 인천대학교와 통합     |

## 같이 보기
- 대한민국의 대학 목록
- 대한민국의 국립 대학 목록
- 조선대학교